# Wyspy Na Wietrze
Wyspy Na Wietrze (fr. Îles du Vent, ang. Windward Islands) – grupa wysp wchodząca w skład archipelagu Wysp Towarzystwa, położonych nieco bardziej na wschód od drugiej grupy wysp tego archipelagu – Wysp Pod Wiatrem.
Wyspy Na Wietrze stanowią część francuskiej zbiorowości zamorskiej Polinezji Francuskiej. Są one jedną z 5 jednostek podziału administracyjnego tego terytorium. Zamieszkuje je 194,9 tys. osób (2002), co stanowi blisko 4/5 ludności całej Polinezji Francuskiej. Powierzchnia wysp wynosi 1176 km². Stolicą regionu i całego terytorium jest Papeete – 26,2 tys. (2002).
W skład archipelagu wchodzą następujące wyspy:
- Tahiti,
- Moorea,
- Mehetia,
- Tetiaroa,
- Maiao.

Trzy pierwsze wyspy są pochodzenia wulkanicznego, pozostałe dwie to atole koralowe.